# Бондарев, Арсений Сергеевич
Арсений Сергеевич Бондарев (род. 9 апреля 1985, Томичи, Амурская область) — российский хоккеист, нападающий.

## Биография
Начинал играть в Хабаровске. Выпускник ярославского «Торпедо», тренер Николай Станиславович Казакевич. Выступал за команды «Локомотив-2» Ярославль (2001/02 — 2003/04), «Голден Амур» (2004/05), «Амур» (2004/05 — 2005/06), «Крылья Советов» (2006/07), Металлург-2 (Новокузнецк) (2006/07), ХК МВД (2007/08), ХК МВД-2 (2007/08 — 2008/09), «Кристалл» Электросталь (2008/09), «Дизель» Пенза (2009/10), «Гомель» (Белоруссия, 2010/11), «Молот-Прикамье» (2011/12, 2012/13), «Сокол» Киев (Украина, 2012/13),«Кристалл» Саратов (2013/14), «Рязань» (2014/15), «Сокол» Красноярск (2015/16), «Нёйи-сюр-Марн» (Франция, 2016/17), «Ришон Девилз» (Израиль, 2017/18 — 2018/19). Летом 2015 года был на сборах в клубе «Сахалин».
На драфте НХЛ 2003 года был выбран в 9-м раунде под общим 292-м номером клубом «Нью-Джерси Девилз».
С 2019 года — скаут команды НХЛ «Бостон Брюинз».